# UCI America Tour 2006
Navigation
Édition précédente Édition suivante
L'UCI America Tour 2006 est la deuxième édition de l'UCI America Tour, l'un des cinq circuits continentaux de cyclisme de l'Union cycliste internationale. Il est composé de 27 compétitions, organisées du 2 octobre 2005 au 12 septembre 2006 en Amérique.

## Calendrier des épreuves

### Octobre 2005
| Date | Course                        | Pays      | Classe | Vainqueur   | Équipe                |
| ---- | ----------------------------- | --------- | ------ | ----------- | --------------------- |
| 2-9  | Clásico Ciclístico Banfoandes | Venezuela | 2.2    | José Rujano | Colombia-Selle Italia |

### Novembre 2005
| Date | Course                            | Pays    | Classe | Vainqueur    | Équipe            |
| ---- | --------------------------------- | ------- | ------ | ------------ | ----------------- |
| 8-13 | Doble Copacabana Grand Prix Fides | Bolivie | 2.2    | Libardo Niño | Loteria de Boyaca |

### Décembre 2005
| Date  | Course             | Pays       | Classe | Vainqueur         | Équipe           |
| ----- | ------------------ | ---------- | ------ | ----------------- | ---------------- |
| 16-29 | Tour du Costa Rica | Costa Rica | 2.2    | Juan Carlos Rojas | Pasoca-Dos Pinos |

### Janvier
| Date | Course                   | Pays      | Classe | Vainqueur     | Équipe                |
| ---- | ------------------------ | --------- | ------ | ------------- | --------------------- |
| 7-20 | Tour du Táchira          | Venezuela | 2.2    | Manuel Medina | Cabimas               |
| 8    | Copa América de Ciclismo | Brésil    | 1.2    | Nilceu Santos | Scott-Marcondes Cesar |

### Février
| Date  | Course             | Pays       | Classe | Vainqueur         | Équipe |
| ----- | ------------------ | ---------- | ------ | ----------------- | ------ |
| 7-19  | Tour de Cuba       | Cuba       | 2.2    | Pedro Pablo Pérez | Cuba   |
| 19-26 | Tour de Californie | États-Unis | 2.1    | Floyd Landis      | Phonak |
| 28-5  | Vuelta Sonora      | Mexique    | 2.2    | Gregorio Ladino   | Tecos  |

### Mars
| Date  | Course                             | Pays   | Classe | Vainqueur        | Équipe           |
| ----- | ---------------------------------- | ------ | ------ | ---------------- | ---------------- |
| 8-12  | Volta Ciclistica de Porto Alegre   | Brésil | 2.2    | Armando Camargo  | Memorial/Santos  |
| 9-19  | Vuelta Ciclista Por Un Chile Lider | Chili  | 2.2    | Andrei Sartassov | Lider            |
| 19-26 | Tour de l'État de Sao Paulo        | Brésil | 2.2    | Alex Diniz       | Cesc/São Caetano |

### Avril
| Date  | Course           | Pays       | Classe | Vainqueur       | Équipe |
| ----- | ---------------- | ---------- | ------ | --------------- | ------ |
| 18-23 | Tour de Géorgie  | États-Unis | 2.HC   | Floyd Landis    | Phonak |
| 29-6  | Tour du Salvador | Salvador   | 2.2    | Gregorio Ladino | Tecos  |

### Mai
| Date  | Course                        | Pays    | Classe | Vainqueur         | Équipe          |
| ----- | ----------------------------- | ------- | ------ | ----------------- | --------------- |
| 4-14  | Tour du Chili                 | Chili   | 2.2    | Andrei Sartassov  | Lider           |
| 11-14 | Doble Sucre Potosi Grand Prix | Bolivie | 2.2    | Alejandro Ramírez | Orbitel         |
| 24-28 | Volta do Paraná               | Brésil  | 2.2    | Márcio May        | Scott-Marcondes |

### Juin
| Date  | Course                                       | Pays       | Classe | Vainqueur         | Équipe                         |
| ----- | -------------------------------------------- | ---------- | ------ | ----------------- | ------------------------------ |
| 4     | Wachovia Cycling Series - Lancaster          | États-Unis | 1.1    | Jackson Stewart   | Kodakgallery.com-Sierra Nevada |
| 4     | Championnat de contre-la-montre panaméricain | Brésil     | CC     | Pedro Nicacio     | Brésil                         |
| 6     | Championnat panaméricain de course en ligne  | Brésil     | CC     | José Serpa        | Colombie                       |
| 8     | Reading Classic                              | États-Unis | 1.1    | Gregory Henderson | Health Net-Maxxis              |
| 11    | Philadelphia International Championship      | États-Unis | 1.HC   | Gregory Henderson | Health Net-Maxxis              |
| 13-18 | Tour de Beauce                               | Canada     | 2.2    | Valery Kobzarenko | Navigators Insurance           |

### Juillet
| Date | Course                            | Pays    | Classe | Vainqueur      | Équipe  |
| ---- | --------------------------------- | ------- | ------ | -------------- | ------- |
| 9-16 | Vuelta Oaxaca                     | Mexique | 2.2    | Fausto Esparza | Tecos   |
| 16   | Meeting Internacional de Ciclismo | Brésil  | 1.2    | Héctor Aguilar | Uruguay |

### Août
| Date  | Course            | Pays      | Classe | Vainqueur         | Équipe                     |
| ----- | ----------------- | --------- | ------ | ----------------- | -------------------------- |
| 5-20  | Tour de Colombie  | Colombie  | 2.2    | José Castelblanco | Alcaldia de Cabimas        |
| 28-10 | Tour du Venezuela | Venezuela | 2.2    | José Serpa        | Selle Italia-Diquigiovanni |

### Septembre
| Date | Course             | Pays       | Classe | Vainqueur   | Équipe               |
| ---- | ------------------ | ---------- | ------ | ----------- | -------------------- |
| 9    | Univest Grand Prix | États-Unis | 1.2    | Shawn Milne | Navigators Insurance |

## Classements finals
| #   | Coureur           | Pays             | Pts    |
| 01. | José Serpa        | Colombie         | 313,95 |
| 02. | Gregorio Ladino   | Colombie         | 208,66 |
| 03. | Andrei Sartassov  | Russie           | 202,66 |
| 04. | Manuel Medina     | Venezuela        | 199,63 |
| 05. | Pedro Pablo Pérez | Cuba             | 186    |
| 06. | Gregory Henderson | Nouvelle-Zélande | 180    |
| 07. | Libardo Niño      | Colombie         | 171,66 |
| 08. | Juan José Haedo   | Argentine        | 167    |
| 09. | Fausto Esparza    | Mexique          | 160,66 |
| 10. | Sergueï Lagoutine | Ouzbékistan      | 155    |

| #    | Équipe                         | Pays       | Pts    |
| 01.  | Selle Italia-Diquigiovanni     | Colombie   | 689,44 |
| 02.  | Tecos                          | Mexique    | 566,96 |
| 03.  | Navigators Insurance           | États-Unis | 390    |
| 04.  | Toyota-United Pro              | États-Unis | 307    |
| 05.  | Health Net-Maxxis              | États-Unis | 299    |
| 06.  | Symmetrics                     | Canada     | 199,62 |
| 07.  | TIAA-CREF                      | États-Unis | 183    |
| 08.  | Chivas                         | Mexique    | 151    |
| 09.  | Kodakgallery.com-Sierra Nevada | États-Unis | 117    |
| 010. | Perutnina Ptuj                 | Slovénie   | 87     |

### Classements par nations
| #   | Pays       | Pts      |
| 1.  | Colombie   | 1606,375 |
| 2.  | Brésil     | 1151     |
| 3.  | Argentine  | 808,265  |
| 4.  | Mexique    | 610,98   |
| 5.  | États-Unis | 606,46   |
| 6.  | Venezuela  | 570,25   |
| 7.  | Cuba       | 475      |
| 8.  | Canada     | 419,16   |
| 9.  | Costa Rica | 366      |
| 10. | Chili      | 291,3    |